# Jonathon Simmons
Jonathon Calvin Simmons (Houston, Texas, 14 de septiembre de 1989) es un baloncestista estadounidense que pertenece a la plantilla del Al Riyadi Beirut de la Liga Libanesa de Baloncesto. Con 1,98 metros de estatura, juega en la posición de escolta.

## Trayectoria deportiva

### Universidad
Tras jugar dos años en sendos junior college de la NJCAA, fue transferido en 2011 a los Cougars de la Universidad de Houston, donde jugó una temporada en la que promedió 14,7 puntos y 5,0 rebotes por partido. En abril de 2012 anunció su intención de entrar en el draft de la NBA, renunciando a su último año universitario.

#### Estadísticas
| Año     | Equipo  | PJ | PT | MPP  | %TC  | %3P  | %TL  | RPP | APP | ROB | TPP | PPP  |
| ------- | ------- | -- | -- | ---- | ---- | ---- | ---- | --- | --- | --- | --- | ---- |
| 2011–12 | Houston | 30 | 29 | 30.1 | .512 | .386 | .716 | 5.0 | 2.2 | .7  | .4  | 14.7 |

### Profesional
Tras no ser elegido en el Draft de la NBA de 2012, fue elegido en la primera ronda de la temporada inaugural de la American Basketball League, una liga semiprofesional en la que jugó con los Sugar Land Legends, promediando unos sorprendentes 36,5 puntos por partido.
Al año siguiente fichó por los Austin Toros de la NBA D-League, donde en su primera temporada promedió 9,8 puntos y 4,5 rebotes por partido. En 2014 renovó con el equipo con su nueva denominación, los Austin Spurs, promediando en su segunda temporada 15,2 puntos, 4,3 rebotes y 3,7 asistencias, resultando elegido en el tercer mejor quinteto defensivo de la NBA Development League.
Tras varias subidas y bajadas, finalmente, en la temporada 15-16 consiguió hacerse un hueco en el banquillo de los Spurs. Durante la temporada siguiente, pasó a ser un fijo en la rotación para Gregg Popovich, llegando a disputar 78 encuentros de temporada regular, y 15 de playoffs. Al término de la temporada, la franquicia le ofreció una oferta cualificada, pero Simmons la rechazó para convertirse en agente libre.
El 15 de julio de 2017, Simmons firma su primer gran contrato como profesional, por tres años y $20 millones, con los Orlando Magic. El 9 de diciembre de 2017, anotó 29 tantos en la derrota frente Atlanta Hawks por 117–110. El 6 de febrero de 2018, consiguió 22 puntos en el tercer cuarto, para finalizar con 34, en la victoria frente a los Cleveland Cavaliers por 116–98. El 14 de marzo de 2018, en la victoria frente Milwaukee Bucks (126–117), registró la anotación más alta de su carrera con 35 tantos.
A mediados de temporada, el 7 de febrero de 2019, fue traspasado a Philadelphia 76ers a cambio de Markelle Fultz.
El 21 de junio de 2019, Simmons es traspasado, junto a los derechos del draft de Admiral Schofield, a los Washington Wizards. Pero el 7 de julio de 2019, los Wizards cortan a Simmons.
El 25 de febrero de 2020, Jonathon vuelve a la D-League al fichar por los Santa Cruz Warriors.
El 7 de octubre de 2020 decide fichar por los Liaoning Flying Leopards de la Chinese Basketball Association (CBA).
El 15 de diciembre de 2021 firma con los Shanxi Loongs también de la Chinese Basketball Association.
En diciembre de 2022 firma por los NLEX Road Warriors de la Philippine Basketball Association (PBA), y disputa cuatro encuentros de la PBA Governors' Cup. Luego regresa a los Shanxi Loongs.
Jugó la temporada 2023-24 de la Premier League de Baloncesto de Arabia Saudita con el Ohud Medina, firmando luego en abril de 2024 con el Al Riyadi Beirut de la Liga Libanesa de Baloncesto.

## Estadísticas de su carrera en la NBA

### Temporada regular
| Año     | Equipo       | PJ  | PT | MPP  | %TC  | %3P  | %TL  | RPP | APP | ROB | TPP | PPP  |
| ------- | ------------ | --- | -- | ---- | ---- | ---- | ---- | --- | --- | --- | --- | ---- |
| 2015-16 | San Antonio  | 55  | 2  | 14.8 | .504 | .383 | .750 | 1.7 | 1.1 | .4  | .1  | 6.0  |
| 2016-17 | San Antonio  | 78  | 8  | 17.8 | .420 | .294 | .750 | 2.1 | 1.6 | .6  | .3  | 6.2  |
| 2017-18 | Orlando      | 69  | 50 | 29.4 | .465 | .338 | .768 | 3.5 | 2.5 | .8  | .2  | 13.9 |
| 2018-19 | Orlando      | 41  | 9  | 20.6 | .364 | .229 | .778 | 2.4 | 2.3 | .4  | .3  | 6.9  |
| 2018-19 | Philadelphia | 15  | 0  | 14.6 | .453 | .429 | .640 | 1.7 | 2.2 | .7  | .1  | 5.5  |
| Total   | Total        | 258 | 69 | 20.5 | .443 | .317 | .756 | 2.4 | 1.9 | .6  | .2  | 8.3  |

### Playoffs
| Año   | Equipo       | PJ | PT | MPP  | %TC  | %3P  | %TL  | RPP | APP | ROB | TPP | PPP  |
| ----- | ------------ | -- | -- | ---- | ---- | ---- | ---- | --- | --- | --- | --- | ---- |
| 2016  | San Antonio  | 3  | 0  | 8.7  | .400 | .667 | .500 | 1.3 | .7  | .7  | .0  | 3.7  |
| 2017  | San Antonio  | 15 | 4  | 20.4 | .456 | .351 | .677 | 1.9 | 1.9 | .6  | .1  | 10.5 |
| 2019  | Philadelphia | 7  | 0  | 7.4  | .333 | .200 | .750 | 1.3 | .3  | .1  | .0  | 3.6  |
| Total | Total        | 25 | 4  | 15.4 | .432 | .340 | .676 | 1.6 | 1.3 | .5  | .1  | 7.8  |

## Vida personal
Jonathon es hijo de Michael Sean y LaTonya Simmons, y tiene un hermano pequeño (Joi) y otras dos hermanas.
Simmons es padre de cuatro niñas. Las tres primeras (Jaeda, Journey y Jordynn) las tuvo con su novia del instituto, Courtney Holt, y la última (Brielle) con Briana Monique Mouttet, con quien sale desde 2012.